# Ronnie James Dio — This Is Your Life
| Оценки критиков | Оценки критиков |
| Источник        | Оценка          |
| --------------- | --------------- |
| AllMusic        | [ 2 ]           |
| Sputnikmusic    | [ 3 ]           |

Ronnie James Dio — This Is Your Life — трибьют-альбом, посвящённый творчеству хэви-метал музыканта Ронни Джеймса Дио, вокалиста групп: Elf, Rainbow, Black Sabbath, Heaven & Hell, и его собственного коллектива — Dio. Свои кавер-версии записали многие из современников Дио, его коллеги по рок-сцене. Название альбому дала завершающая композиция альбома Dio Angry Machines 1996 года.
В мае 2010 года Дио умер от рака желудка. Вся выручка от продажи альбома была направлена в благотворительный фонд Dio’s Stand Up and Shout Cancer Fund.
В 2015 году песня «The Last In Line» в исполнении группы Tenacious D стала лауреатом премии «Грэмми» в номинации «Лучшее метал-исполнение».

## Список композиций
1. «Neon Knights» — Anthrax
2. «The Last In Line» — Tenacious D
3. «The Mob Rules» — Adrenaline Mob
4. «Rainbow In The Dark» — Кори Тейлор, Рой Майорга, Расс Пэрриш, Кристиан Мартуччи, Джейсон Кристофер
5. «Straight Through The Heart» — Halestorm
6. «Starstruck» — Motörhead вместе с Биффом Байфордом
7. «The Temple Of The King» — Scorpions
8. «Egypt (The Chains Are On)» — Doro
9. «Holy Diver» — Killswitch Engage
10. «Catch the Rainbow» — Гленн Хьюз, Саймон Райт, Крэйг Голди, Руди Сарзо, Скотт Уоррен
11. «I» — Они Логан, Джимми Бэйн, Роуэн Робертсон, Брайан Тичи
12. «Man on the Silver Mountain» — Роб Хэлфорд, Винни Апписи, Даг Олдрич, Джефф Пилсон, Скотт Уоррен
13. «Ronnie Rising Medley» (включает следующие песни: «A Light In The Black», «Tarot Woman», «Stargazer», «Kill the King») — Metallica
14. «This Is Your Life» — Dio
15. «Heaven and Hell» — Stryper (бонус-трек японского издания)[1]
16. «Stand Up And Shout» — Dio Disciples (бонус-трек японского издания)[1]
17. «Buried Alive» — Jasta (бонус-трек цифрового издания)

## Чарты
| Чарт (2014)                         | Высшая позиция |
| ----------------------------------- | -------------- |
| Финляндия (Suomen virallinen lista) | 25             |